# 中島信子
中島 信子（なかじま のぶこ、1947年3月25日 - ）は、日本の児童文学作家。
　

## 経歴
長野県大町市出身。子供の頃は、父親の仕事の都合で転校を多く経験した。東洋大学短期大学部進学。大学在学中に山本和夫に師事。また学内にメルヘン研究会を設立する。卒業後は、中学生向けの学習雑誌の編集者や、児童文学者協会事務局員を勤める傍ら、同人誌『トナカイ村』などに作品を投稿する。
後に創作活動に入り、1975年、「薫は少女」で第2回北川千代賞佳作を受賞し、デビュー。現代の社会を背景に、少女時代の揺れ動く心を生き生きと描いて、同世代の読者の共感を呼んだ。
2000年以降、長編の執筆から離れていたが、数年前からフードバンクの活動に関わり、その中で、子どもの貧困の現実を目の当たりにする。子どもの貧困を子どもの視点から書きたいという気持ちから、約20年ぶりに長編児童文学の新作『八月のひかり』を発表する。
夫は児童文学作家で詩人の桜井信夫。

## 著書
- 『薫は少女』（岩崎書店）1976年、のちフォア文庫

1982年にテレビ朝日でドラマ化
- 『いつか夜明けに』（岩崎書店） 1979年
- 『水色のジュン』（岩崎書店） 1980年

1982年にテレビ朝日でドラマ化
- 『ひとりぼっちの砂時計』（大日本図書） 1984年
- 『冬を旅する少女 :美和子 - 12歳』（ポプラ社） 1984年
- 『白い物語』（汐文社） 1985年
- 『くいしんぼうはさびしんぼう』（草炎社） 1986年
- 『うそん子ほん子』（草土文化） 1987年
- 『最終ラウンドのヒーロー』（大日本図書） 1987年
- 『おっぱいさよならね』（童心社） 1988年
- 『つじさんちのさかなつり』（くもん出版） 1988年
- 『おとうとにいちゃん、ゴー』（くもん出版） 1989年
- 『また、風になろね』（PHP研究所） 1989年
- 『すねすねケンのおまじない』（PHP研究所） 1989年
- 『お母さん、わたしをすきですか』（ポプラ社） 1990年
- 『はるかな国とおいむかし』（偕成社） 1991年
- 『おのちゃんクラスがばくはつだ』（大日本図書） 1992年
- 『さよならは霊界から』（旺文社） 1993年
- 『おのちゃんクラスのやさしい星』（大日本図書） 1994年
- 『八月のひかり』（汐文社) 2019年
- 『太郎の窓』（汐文社）  2020年11月
- 『あしたへの翼 おばあちゃんを介護したわたしの春』（汐文社） 2022年1月

## 共著
- 『ここにいるよいつもいるよ ミーシャ・ナンナ物語』（櫻井香共著、ポプラ社） 1999年
- 『超激暗爆笑鼎談・何だ難だ! 児童文学』（星雲社） 2000年

さねとうあきら, 長谷川知子との鼎談集
- 『君棲む数』(桜井信夫共著、エスプレス・メディア出版) 2016年